# 塔山郁
塔山 郁（とうやま かおる、1962年12月26日 -）は、日本の小説家、推理作家、会社員（ホテルマン）。千葉県生まれ。

## 経歴・人物
2004年、「囁く狐」（佐伯塔名義）が第5回ホラーサスペンス大賞で候補作となる。2008年、『毒殺魔の教室』で宝島社主催の第7回『このミステリーがすごい!』大賞の優秀賞を受賞し、2009年、同作が刊行、小説家デビューを果たす。

## 作品リスト

### 単著

#### 薬剤師・毒島花織の名推理シリーズ
- 薬も過ぎれば毒となる 薬剤師・毒島花織の名推理（2019年5月 宝島社文庫）
  - 収録作品：笑わない薬剤師の健康診断 / お節介な薬剤師の受診勧奨 / 不安な薬剤師の処方解析 / 怒れる薬剤師の疑義照会
- 甲の薬は乙の毒 薬剤師・毒島花織の名推理（2020年5月 宝島社文庫）
- 毒をもって毒を制す 薬剤師・毒島花織の名推理（2021年1月 宝島社文庫）
- 病は気から、死は薬から 薬剤師・毒島花織の名推理（2022年2月 宝島社文庫）
- 薬は毒ほど効かぬ 薬剤師・毒島花織の名推理（2022年12月 宝島社文庫）
- 薬なければ病なし 薬剤師・毒島花織の名推理（2024年7月 宝島社文庫）

#### その他の作品
- 毒殺魔の教室（2009年2月 宝島社 / 2010年4月 宝島社文庫【上・下】 / 2024年10月 宝島社文庫【新装版】）
- 705号室ホテル奇談（2009年6月 宝島社）
  - 【改題】悪霊の棲む部屋（2011年7月 宝島社文庫）
- 最悪のはじまりは、（2012年4月 宝島社）
  - 【改題】ターニング・ポイント（2013年5月 宝島社文庫）
- 人喰いの家（2014年4月 宝島社文庫）
- F 霊能捜査官・橘川七海（2017年2月 宝島社文庫）
- 「舌」は口ほどにものを言う 漢方薬局てんぐさ堂の事件簿（2023年7月 宝島社文庫）
- 705号室に、泊まらないでください（2025年7月 宝島社文庫）

### アンソロジー
「」内が塔山郁の作品
- 『このミステリーがすごい！』大賞STORIES（2010年11月 別冊宝島1711）「犬の首」
- ザ・ベストミステリーズ 2011 推理小説年鑑（2011年7月 講談社）「本部から来た男」
  - 【分冊・改題】Shadow 闇に潜む真実 ミステリー傑作選（2014年11月 講談社文庫）
- 10分間ミステリー（2012年2月 宝島社文庫）「人を殺さば穴みっつ」
- 5分で読める！ ひと駅ストーリー 降車編（2012年12月 宝島社文庫）「定年」
- もっとすごい！ 10分間ミステリー（2013年5月 宝島社文庫）「獲物」
- 5分で読める！ ひと駅ストーリー 夏の記憶 西口編（2013年7月 宝島社文庫）「嵐の夜に」
- 5分で読める！ ひと駅ストーリー 冬の記憶 西口編（2013年12月 宝島社文庫）「ゆきだるまのしずく」
- 5分で読める！ ひと駅ストーリー 本の物語（2014年12月 宝島社文庫）「ブックカース」
- 5分で読める！ ひと駅ストーリー 食の話（2015年10月 宝島社文庫）「ハンバーガージャンクション」
- 5分で驚く！ どんでん返しの物語（2016年6月 宝島社文庫）「人を殺さば穴みっつ」「定年」
- 10分間ミステリー THE BEST（2016年9月 宝島社文庫）「獲物」
- 3分で読める！ コーヒーブレイクに読む喫茶店の物語（2020年6月 宝島社文庫）「儲け話」
- 1話3分で驚きの結末！ 大どんでん返しの物語（2021年3月 宝島社）「定年」
- 3分で読める！ 眠れない夜に読む心ほぐれる物語（2021年7月 宝島社文庫）「眠れない男」
- 医療ミステリーアンソロジー ドクターM ポイズン（2021年11月 朝日文庫）「笑わない薬剤師の健康診断」
- 3分で読める！ 誰にも言えない○○の物語（2022年5月 宝島社文庫）「誰にも言えない傷の物語」
- 3分で仰天！ 大どんでん返しの物語（2023年1月 宝島社文庫）「儲け話」
- 3分で読める！ ティータイムに読むおやつの物語（2023年4月 宝島社文庫）「肝油ドロップとオブラート」
- 3分で殺す！ 不連続な25の殺人（2023年9月 宝島社文庫）「人を殺さば穴みっつ」
- #殺人事件の起きないミステリー 自薦『このミステリーがすごい！』大賞シリーズ傑作選（2023年9月 宝島社文庫）「知識と薬は使いよう」
- 3分で不穏！ ゾクッとするイヤミスの物語（2024年1月 宝島社文庫）「獲物」
- 3分で読める！ 人を殺してしまった話（2024年9月 宝島社文庫）「身も心も」